# سجن ستة (إسرائيل)
سجن ستة (بالعبرية: כלא שש كيلا شش) أو رسمياً يسمى قاعدة سجن 396 (بالعبرية: בסיס כליאה 396 بسيس كليا) سجن عسكري إسرائيلي يقع قرب قرية عتليت جنوب حيفا، يطل السجن والقاعدة العسكرية على البحر الأبيض المتوسط.